# Faiza al-Kharafi
Faiza Al-Kharafi és professora de química de la Universitat de Kuwait, on ha ocupat diversos càrrecs acadèmics. Fins al 2002 en va ser la seva rectora.

## Biografia
Va estudiar en la Universitat Ain Shams d'Egipte abans de tornar a Kuwait per continuar la seva mestria i doctorat de la Universitat de Kuwait.
És professora de química de la Universitat de Kuwait, on ha ocupat diversos càrrecs docent i d'investigadora. Actualment exerceix el càrrec de vicepresidenta de l'Acadèmia de Ciències per al Món en Desenvolupament (TWAS, "Third World Academy of Sciences")
Faiza Al-Kharafi, és considerada com un tresor pels seus, és una persona sincera i lleial als seus companys i al seu país. Va ser rectora de la Universitat de Kuwait fins al 2002. Va ser guardonada per diferents premis com el de l'Institut Biogràfic Americà. També forma part del Membre del Consell Internacional de la Corrosió.

## Premi L'ORÉAL-UNESCO la Dona i la Ciència 2011
El 9 de novembre es van donar a conèixer els noms de les cinc guanyadores del premi L'ORÉAL-UNESCO "La Dona i la Ciència" 2011, que des del 1999. El premi honra a cinc eminents científiques pels seus treballs, el seu compromís amb la tasca científica i la seva tasca en la societat. El lliurament de premis va tenir lloc el 03 març 2011 a la seu de la UNESCO a París.
Faiza Al-Kharafi el va guanyar com a representant de l'Àfrica i dels Estats Àrabs va ser escollida pels seus treballs dedicats a la corrosió, un problema d'essencial importància per al tractament de l'aigua i la indústria del petroli.

## Posició personal la dona i la ciència
Faiza Al-Kharafi és una dona orgullosa de ser musulmana. Diu que les persones hem de treballar totes juntes, col·laborar a nivell mundial. Ella es presenta com una dona que realment desitja servir l'interès públic, per ajudar a les pròximes generacions, posant a la seva disposició totes les eines pertinents per anar més enllà. Una dona que treballa de dia i nit, que pensa constantment. Les seves alumnes la consideren com una mare, ella els va ensenyar a ajudar els altres, a tenir una consciència col·lectiva i no ser egoista, però sobretot que a la vida res és impossible.
Va treballar sobre la corrosió, ja que és una disciplina científica aplicada, avui dia és essencial per protegir el nostre medi ambient.
- Molts tendeixen a oblidar-ho però la indústria petroliera de Kuwait s'enfronta a problemes de corrosió. L'erradicació de la corrosió seria molt complicada, no obstant això, hem de trobar una solució que sigui econòmicament raonable per a un ús a gran escala, per a la indústria, per a les centrals hidràuliques entre d'altres.
- La recerca requereix paciència, un sentit de responsabilitat i honestedat, d'aquí la importància de qüestionar, i informar-se lo millor possible sobre el tema de la recerca.
- Quan parlo amb altres científic, homes o dones, m'adono que en molts aspectes, les nostres investigacions se superposen.
- La ciència és un llenguatge universal